# Juana Martinez-Neal

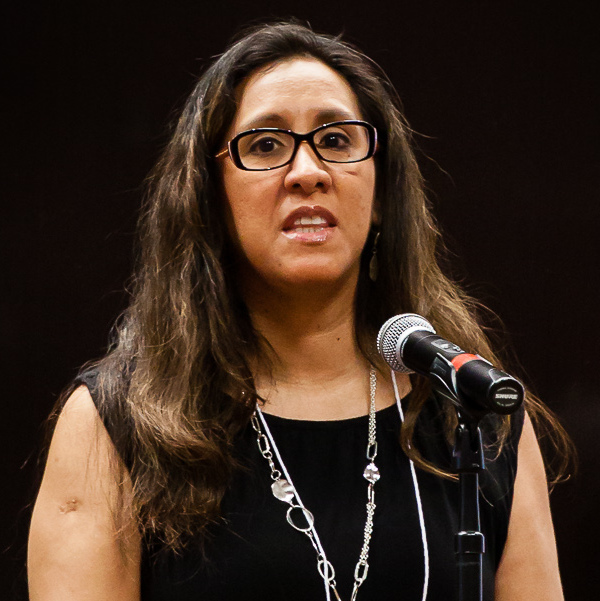
Juana Martinez-Neal (2016)

Juana Martinez-Neal (* in Lima) ist eine peruanisch-amerikanische Jugendbuchautorin und Illustratorin. Ihr erstes Buch Alma and How She Got Her Name gewann 2019 den US-amerikanischen Literaturpreis Caldecott Medal.

## Leben
Martinez-Neal wuchs im peruanischen Lima auf. Geprägt durch die Arbeiten ihres Großvaters Victor Martinez Malaga und ihres Vaters Victor Martínez Gómez, die beide als Maler tätig waren, studierte sie zunächst Malerei. Obwohl der Beruf des Illustrators in Peu eher unüblich war, galt ihre Aufmerksamkeit der Gestaltung von Büchern. Mit Mitte 20 zog sie in die USA. Nach der Geburt ihrer Kinder begann sie als Autorin und Illustratorin von Kinderbüchern zu arbeiten.
Sie lebt mit ihrem Mann, zwei Söhnen und einer Tochter im amerikanischen Bundesstaat Connecticut.

## Veröffentlichungen

### Als Autorin und Illustratorin
- Juana Martinez-Neal: Alma and How She Got Her Name. Candlewick Press, Somerville 2018, ISBN 978-0-7636-9355-8 (englisch).
- Juana Martinez-Neal: Alma y cómo obtuvo su nombre. Candlewick Press, Somerville 2018, ISBN 978-0-7636-9358-9 (spanisch).
- Juana Martinez-Neal: Zonia's Rainforest. Candlewick Press, Somerville 2021, ISBN 978-1-5362-0845-0 (englisch).
- Juana Martinez-Neal: La selva de Zonia. Candlewick Press, Somerville 2021, ISBN 978-1-5362-1336-2 (spanisch).

### Als Illustratorin
- Susan Middleton Elya: La Madre Goose. G.P. Putnam's Sons, New York 2016, ISBN 978-0-399-25157-3 (englisch).
- Susan Middleton Elya: La Princesa and the Pea. G.P. Putnam's Sons, New York 2017, ISBN 978-0-399-25156-6 (englisch).
- Hayley Barrett: Babymoon. Candlewick Press, Somerville 2019, ISBN 978-0-7636-8852-3 (englisch).
- Kevin Noble Maillard: Fry Bread: A Native American Family Story. Roaring Brook Press, New York 2019, ISBN 978-1-62672-746-5 (englisch).
- Beth Ferry: Swashby and the sea. Houghton Mifflin Harcourt, Boston 2020, ISBN 978-0-544-70737-5 (englisch).
- Padma Lakshmi: Tomatoes for Neela. Viking Children's Books (Penguin Random House), New York 2021, ISBN 978-0-593-20270-8 (englisch).
- Mara Rockliff: A Perfect Fit. Clarion Books, New York 2022, ISBN 978-0-358-12543-3 (englisch).
- Julie Fogliano: I Don't Care. Neal Porter Books, New York 2022, ISBN 978-0-8234-4345-1 (englisch, Illustration: Molly Idle, Juana Martinez-Neal).
- Julie Fogliano: Total egal: Was in Freundschaften wirklich zählt. Zuckersüß Verlag, Berlin 2023, ISBN 978-3-949315-29-9 (Originaltitel: I Don't Care. Illustration: Molly Idle, Juana Martinez-Neal).

## Auszeichnungen
- 2018: Pura Belpré Award – Illustration von La Princesa and the Pea[6]
- 2019: Caldecott Medal – Alma and How She Got Her Name[7]
- 2019: Ezra Jack Keats Book Award – Alma and How She Got Her Name[8]
- 2020: Sibert Medal – Illustration von Fry Bread: A Native American Family Story[9]